# Fingerpulla

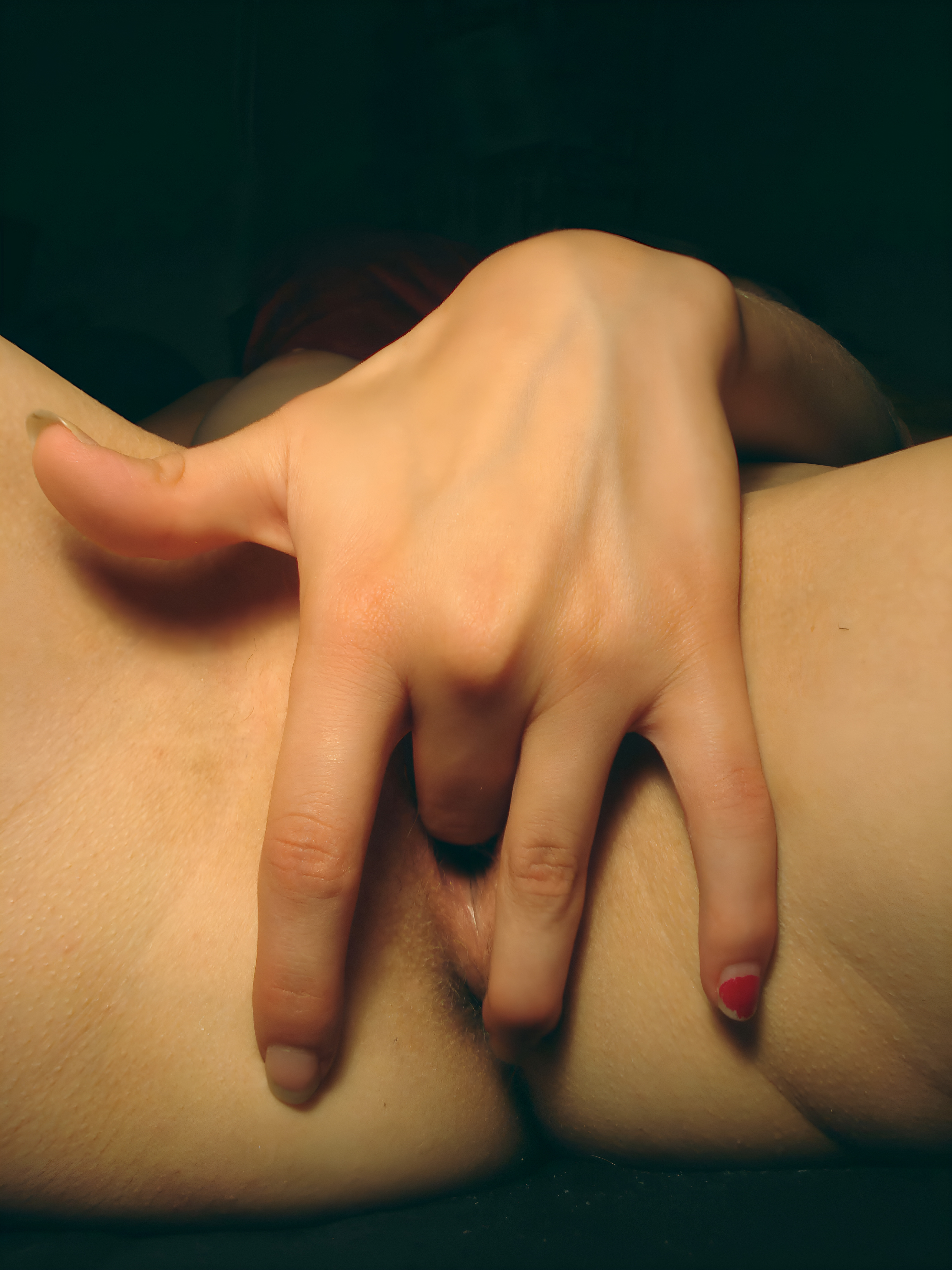
Kvinna som fingerpullar sig själv.

Fingerpullning är en sexuell aktivitet där fingrarna eller handen stimulerar kvinnans vulva (inklusive klitoris och klitorisollonet) eller vagina. Begreppet kan även innefatta aktiviteten då fingrarna sexuellt stimulerar anus.
Fingerpullande kan utövas individuellt (onani) eller tillsammans med en sexuell partner. När den utövas på vulvan eller vaginan av en sexuell partner är det en typ av ömsesidig masturbation. Motsvarigheten till fingerpullning hos män är handjob (sexuell stimulering av penis). Fingerpullande kan användas för sexuell upphetsning eller som förspel, utgöra hela akten i ett sexuell umgänge, eller vara en form av icke-penetrativt sex.